# Erika Hansson
Anna Erika Hansson (Hedemora, 2 luglio 1973) è un'ex sciatrice alpina svedese.

## Biografia
Polivalente originaria di Sälen e sorella di Martin, a sua volta sciatore alpino, la Hansson debuttò in campo internazionale in occasione dei Mondiali juniores di Zinal 1990; nel 1992 ottenne il primo piazzamento in Coppa del Mondo, il 2 febbraio a Grindelwald in combinata (15ª), e vinse la medaglia d'oro nella medesima specialità ai Mondiali juniores di Maribor.
Esordì ai Campionati mondiali a Morioka 1993, dove si classificò 33ª nella discesa libera, 25ª nello slalom gigante, 14ª nello slalom speciale e 5ª nella combinata; l'anno dopo ai XVII Giochi olimpici invernali di Lillehammer 1994, sua unica presenza olimpica, gareggiò in tutte le specialità, classificandosi 34ª nella discesa libera, 11ª nella combinata e non completando il supergigante, lo slalom gigante e lo slalom speciale.
Conquistò l'unico podio in Coppa del Mondo il 21 gennaio 1996 a Cortina d'Ampezzo in slalom gigante (2ª); ai Mondiali Sierra Nevada 1996 non completò lo slalom gigante, così come nella successiva rassegna iridata di Sestriere 1997 (l'ultima cui prese parte). Ottenne l'ultima vittoria in Coppa Europa il 20 febbraio 1998 ad Abetone in slalom gigante e prese per l'ultima volta il via in Coppa del Mondo il 31 ottobre 1999 a Tignes nella medesima specialità, senza completare la prova; si ritirò al termine della stagione 2000-2001 e la sua ultima gara fu lo slalom speciale dei Campionati statunitensi 2001, disputato il 28 marzo a Big Mountain e chiuso dalla Hansson al 19º posto.

## Palmarès

### Mondiali juniores
- 1 medaglia:
  - 1 oro (combinata a Maribor 1992)

### Coppa del Mondo
- Miglior piazzamento in classifica generale: 24ª nel 1996
- 1 podio:
  - 1 secondo posto

### Coppa Europa
- 3 podi (dati dalla stagione 1994-1995):
  - 2 vittorie
  - 1 secondo posto

#### Coppa Europa - vittorie
| Data             | Località | Paese   | Specialità |
| ---------------- | -------- | ------- | ---------- |
| 12 dicembre 1995 | Haus     | Austria | GS         |
| 20 febbraio 1998 | Abetone  | Italia  | GS         |

Legenda:

GS = slalom gigante

### Campionati svedesi
- 5 medaglie (dati parziali):
  - 2 ori (discesa libera nel 1991; slalom gigante nel 1996)[2]
  - 3 bronzi (slalom gigante, slalom speciale nel 1995; slalom gigante nel 1998)[3]